# حكيم جمال
حكيم جمال (بالإنجليزية: Hakim Jamal)‏ هو كاتب سير ذاتية أمريكي، ولد في 28 مارس 1931 في Roxbury, Boston ‏ في الولايات المتحدة، وتوفي في 1 مايو 1973 في بوسطن في الولايات المتحدة.